# Jultomtens renar

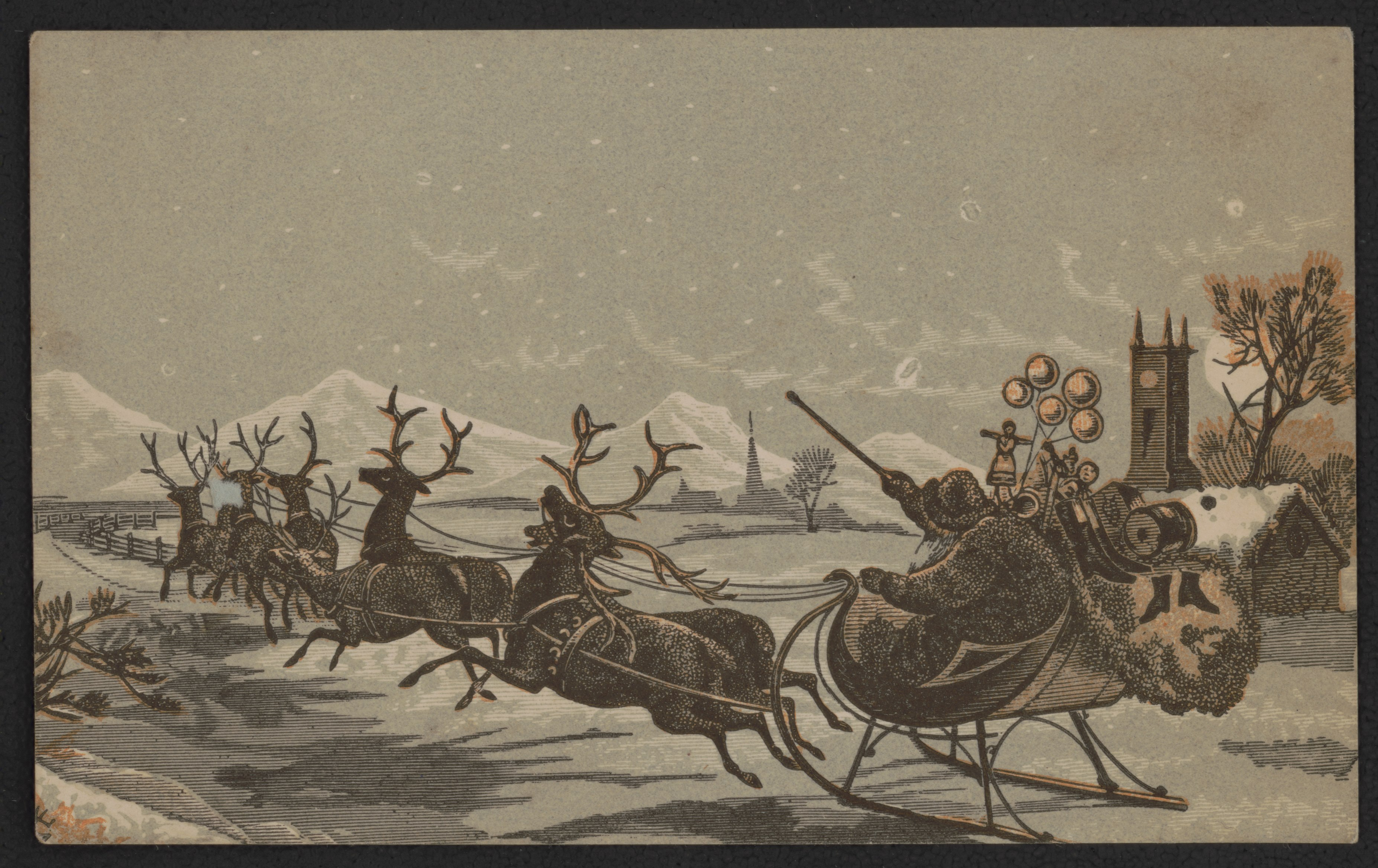
Jultomten med sin åtta renar. Amerikanskt 1800-talstryck.

Jultomtens renar är inom amerikansk, och i förlängningen genom populärkulturen anglosaxisk och västerländsk, jultradition de renar som drar jultomtens släde när denne delar ut julklappar.

## Renarnas namn
Inom amerikansk julkultur, där renarna beskrivs som flygande, är de vedertagna namnen på de åtta renarna: Dasher, Dancer, Prancer, Vixen, Comet, Cupid, Donner och Blitzen. Namnen kommer från dikten A Visit from St. Nicholas från 1823, som gjorde att renar blev julsymboler i amerikansk kultur. Det finns ingen etablerad översättning av namnen till svenska, men i en översättning av dikten kallas de Stjärna, Nalla, Atja, Svansa, Naiti, Tassa, Valko och Dansa.
Den nionde renen, Rudolf, tillkom 1939 i sagan Rudolf med röda mulen av Robert L. May.

## Bakgrund
Det har påpekats att Tomtens renar sannolikt är vajor, eftersom de brukar avbildas med horn, och rentjurar fäller sina horn i början av december medan vajorna har dem kvar hela vintern.
Faktum är dock att redan på slutet av 1800-talet flyttade flera samiska familjer från Finnmark i Norge till Alaska. Målet var att de skulle lära inuiterna renskötsel och med på resan hade de 500 renar. Det norsk-amerikanska företaget Lomen Company använde flera av samerna tillsammans med renarna i en reklamkampanj för renkött. Där blev renarna ledda av samer och i släden som varje ren drog satt en jultomte med massa julklappar. Så föddes den moderna amerikanska julmyten med Santa Claus, Rudolf och resan från Nordpolen.

## Svenska julkultur
I äldre traditionell svensk julkultur har jultomten också en släde lastad med julklappar, ibland en kälke som han drar själv. På enstaka bilder från 1800-talet har han spänt en get för kälken (en koppling till jultomtens föregångare, julbocken). Under 1900-talet har även motiv där han använder såväl hästar som renar använts, men många gånger vandrar han endast med julklappssäcken på ryggen. 
Renarna anknyter till den amerikansk traditionen som spridits i populärkulturen, men en skillnad är att i äldre nordisk jultradition genomförs slädfärden nere på marken, och inte med flygande släde/renar som i Amerika.